# Kh-31
Kh-31 (tiếng Nga: Х-31; AS-17 'Krypton') là một loại tên lửa không đối đất của Nga được trang bị cho các máy bay như MiG-29 Fulcrum hay Su-27 Flanker. Đây là một loại tên lửa hành trình chống tàu mặt nước với tầm bắn 110 kilomet (60 hải lý; 70 dặm) hay hơn và có khả năng đạt vận tốc Mach 3.5, đây cũng là tên lửa chống hạm siêu âm đầu tiên được trang bị cho máy bay chiến thuật.
Kh-31 có vài biên thể, một biến thể được coi như tốt nhất được biết đến là tên lửa chống radar (ARM) nhưng cũng có biến thể chống hạm và làm mục tiêu bay không người lái. Hiện nay Kh-31 cũng được xem xét phát triển một biển thể không đối không tầm xa, nhằm trở thành "kẻ tiêu diệt AWACS".

## Phát triển
Với sự gia tăng của các tên lửa đất đối không (SAM) đã khiến nhiệm vụ chế áp phòng không đối phương trở thành một ưu tiên đối với bất kỳ lực lượng không quân hiện đại nào khi dự định thực hiện một hành động tấn công. Việc loại bỏ các trạm radar tìm kiếm, theo dõi mục tiêu trên không và radar điều khiển hỏa lực khỏi vòng chiến đấu là một phần thiết yếu trong nhiệm vụ này. Các tên lửa chống radar (ARM) phải có tầm bay đủ để tránh khỏi tầm bắn của SAM, tốc độ cao để giảm khả năng bị bắn hạ và một đầu dò có khả năng tìm kiếm mọi loại radar, nhưng những tên lửa này không cần một đầu đạn quá lớn.
Các tên lửa ARM đầu tiên của Liên Xô được phát triển bởi nhóm các kỹ sư thuộc phòng thiết kế Raduga OKB chịu trách nhiệm thiết kế chế tạo các tên lửa cho các máy bay ném bom hạng nặng của Liên Xô. Kh-22P được phát triển từ loại tên lửa nặng 6 tấn là Raduga Kh-22 (AS-4 'Kitchen'). Bằng kinh nghiệm của mình, năm 1971 Raduga đã thiết kế chế tạo ra loại tên lửa Kh-28 (AS-9 'Kyle') trang bị cho máy bay chiến thuật như Su-7B, Su-17 và Su-24. Kh-28 có khả năng đạt vận tốc Mach 3 và có tầm bắn 120 km (60 hải lý), lớn hơn nhiều so với loại tên lửa AGM-78 Standard ARM cùng thời của Mỹ. Tiếp sau Kh-28 là Kh-58 được thiết kế chế tạo năm 1978, Kh-58 có cùng tốc độ và tầm bắn nhưng đã thay động cơ tên lửa dùng hai loại nhiên liệu lỏng bằng một động cơ đẩy dùng nhiên liệu rắn an toàn hơn.
Việc phát triển hơn nữa các tên lửa SAM tinh vi hiện đại như MIM-104 Patriot và Hệ thống Chiến đấu Aegis của Hải quân Mỹ đã đặt áp lực lên các kỹ sư nhằm phát triển các tên lửa ARM tốt hơn nũa. Zvezda đã tiếp cận vấn đề từ một góc độ khác so với Raduga, họ bắt đầu từ tên lửa không đối không hạng nhẹ. Tuy nhiên, vào giữa thập niên 1970 họ đã phát triển thành công dòng tên lửa Kh-25 (AS-10 'Karen') không đối đất tầm ngắn, bao gồm Kh-25MP (AS-12 'Kegler') sử dụng cho nhiệm vụ diệt radar. Zvezda bắt đầu công việc từ một ARM tầm xa vào năm 1977, và lần phóng thử đầu tiên của Kh-31 diễn ra vào năm 1982. Nó được đưa vào trang bị năm 1988 và được triển lãm công khai vào ăm 1991, Kh-31P tại Dubai và Kh-31A tại Minsk.
Vào tháng 12-1997, có một báo cáo cho biết một số lượng nhỏ Kh-31 đã được chuyển giao cho Trung Quốc, và "việc sản xuất có thể bắt đầu". Điều này xoay quanh việc Nga bán máy bay chiến đấu Su-30MKK 'Flanker-G' cho Trung Quốc vào thời điểm đó. Đây được xem như là đợt chuyển giao đầu của mẫu tên lửa gốc của Nga có tên mã là X-31, điều này cho phép thử nghiệm trong khi mẫu KR-1 đang được phát triển để sản xuất theo giấy phép. Công việc tại Trung Quốc đã bắt đầu vào tháng 7-2005.
Công việc phát triển tên lửa tại Nga đã được tăng tốc sau khi Zvezda sáp nhập vào Tập đoàn Tên lửa Chiến thuật vào năm 2002, với thông báo về mẫu tên lửa mở rộng tầm bắn 'D' và mẫu nâng cấp để gia hạn tuổi thọ sử dụng của tên lửa 'M'.

## Thiết kế
Trong nhiều khía cạnh kỹ thuật Kh-31 là một phiên bản thu nhỏ của P-270 Moskit (SS-N-22 'Sunburn') và được thiết kế bởi cùng một người. Tên lửa có hình dáng thường, với các cánh dạng chữ thập và cánh điều khiển làm bằng titan. Tên lửa có 2 tầng đẩy. Khi phóng, một tên lửa phụ nhiên liệu rắn trong cánh sẽ giúp tên lửa đạt vận tốc Mach 1.8 và các động cơ tách ra khỏi thân tên lửa. Sau đó, 4 khe hút khí mở ra và vỏ tên lửa rỗng sẽ trở thành buồng đốt của một động cơ ramjet sử dụng nhiên liệu dầu lửa, động cơ này sẽ khiến tên lửa vượt vận tốc Mach 4.
Đầu dò L-111E của phiên bản chống radar có duy nhất một anten, một mạng giao thoa của 6 tấm anten dạng xoắn trên một đế có thể điều khiển được. Đầu dò chuyển cho phía Trung Quốc vào năm 2001-2002 có chiều dài 106,5 cm (41,9 in), đường kính 36 cm (14 in), và nặng 23 kg (51 lb).

## Lịch sử hoạt động
ARM Kh-31P bắt đầu đưa vào phục vụ trong Quân đội Nga vào năm 1988 và phiên bản chống tàu Kh-31A là vào năm 1989. Không giống như những loại tên lửa trước, nó có thể được trang bị cho hầu hết các loại máy bay chiến thuật của Nga, từ Su-17 'Fitter' cho đến MiG-31 'Foxhound'.
Như đề cập ở trên, vài quả tên lửa Kh-31P/KR-1 đã được giao cho Trung Quốc vào năm 1997, nhưng đây rõ ràng chỉ là số tên lửa dùng để thử nghiệm và dùng cho công việc phát triển. Trung Quốc đặt mua tên lửa của Nga vào cuối năm 2002 đầu năm 2003, tính đến năm 2005 trong kho của Trung Quốc đã có tới 200 quả KR-1; người Trung Quốc thông báo vào tháng  7-2005 rằng những chiếc Su-30MKK thuộc Sư đoàn không quân số 3 đã được trang bị những tên lửa này. Vào năm 2001, Ấn Độ đã mua Kh-31 cho Su-30MKI Flanker-H; với hợp đồng mua 60 tên lửa chống hạm Kh-31A và 90 tên lửa chống radar Kh-31P.
Hải quân Mỹ đã mua 18 bia bay MA-31 trong đó có 13 chiếc được sử dụng trong giai đoạn 1996-2003. Một hợp đồng 18,468 triệu USD đã được ký nhằm mua 34 chiếc MA-31 vào năm 1999, nhưng hợp đồng này đã bị Nga hủy bỏ và số bia bay còn lại đã sử dụng hết vào tháng 12 năm 2007. MA-31 được phóng đi từ một chiếc F-4 Phantom, và trên F-16.

## Biến thể

Kh-31P (phải) với R-27 (AA-10 Alamo) và Kh-59 (AS-13 Kingbolt) tại MAKS Airshow, Zhukovskiy, 1999

- Kh-31A - trang bị đầu dò radar chủ động với nhiệm vụ chống hạm, từ tàu thường đến tuần dương hạm, tầm bắn 25 km–50 km (13.5–27 hải lý; 15.5–31 dặm).[1] Tên lửa bay là trên mặt biển đến khi áp sát được mục tiêu.
- Kh-31P (Kiểu 77P)[3] - trang bị đầu dò radar bị động với nhiệm vụ chống radar. Bay trên độ cao lớn trong cả quá trình bay, cho phép đạt tốc độ cao lớn và tăng tầm bắn lên 110 km (60 nmi; 70 mi). Đầu dò có 3 module có thể thay thế nhằm bao phủ nhiều dải tần số radar khác nhau,[7] nhưng chúng chỉ có thể thay đổi tại nhà máy.
- Kh-31AD/Kh-31PD ("Kh-31 Mod 2") - tăng tầm bắn thêm 30% so với Kh-31A/P, chiều dài tăng từ 4.70 m (15 ft 5 in) lên 5.23 m (17 ft 2 in).[13]
- Kh-31AM/Kh-31PM - nâng cấp đáng kể các hệ thống điện tử và động cơ, đưa vào trang bị giai đoạn 2005-2006. Nâng cấp sức kháng cự đối với các biện pháp đối phó từ quân địch, ngòi nổ tốt hơn, và hệ thống động cơ 31DP cải tiến có khả năng tăng tầm bắn trong khi trọng lượng lại nhỏ hơn. Kh-31AM có đầu dò chủ động RGS-31 cải tiến, trong khi Kh-31PM thay thế đầu dò L-111, L-112 và L-113 bằng một khối đa băng sóng có tên gọi L-130.[14] Tầm bắn tăng lên tới 140–160 km đối với Kh-31AM và tới 200 km đối với Kh-31PM
- MA-31 - hệ thống đo xa và các hệ thống khác được lắp đặt bởi McDonnell Douglas/Boeing trên bia bay trang bị cho Hải quân Mỹ. Thử nghiệm diễn ra trong giai đoạn 1996-1999; một phiên bản nâng cấp với GPS là MA-31PG, được giới thiệu cho hải quân nhằm thay thế cho MQM-8 Vandal, nhưng hải quân đã chọn mua GQM-163 Coyote. Thậm chí với thiết bị bổ sung, MA-31 có khả năng bay tốc độ Mach 2.7 và chịu tải 15g khi bay đến mục tiêu (bay lướt trên mặt biển), và bay với tốc độ Mach 3.5 trong chế độ ARM ở độ cao 48.000 ft (15.000 m)..[2]
- KR-1 - phiên bản xuất khẩu của Kh-31P cho Trung Quốc vào năm 1997.[7] Nó được xem như thuộc lô KR-1 đầu tiên Zvezda bán cho Trung Quốc, trước khi KR-1 được sản xuất ở Trung Quốc.[7] So với phiên bản gốc có 3 modunle đầu dò, KR-1 có 1 đầu dò K-112E phát hiện mục tiêu trong dải sóng D, F và S; và cụ thể là các radar của Đài Loan.[3]
- YJ-91 Ying Ji 91 - tên lửa của Trung Quốc dựa trên phiên bản Kh-31P, tầm bay lớn hơn không đáng kể, và dễ dàng chuyển đổi đầu dò. Một phiên bản chống tàu cũng được phát triển trang bị đầu dò nội địa, và dự định phát triển trang bị cho tàu ngầm. Tên gọi YJ-91 được sử dụng vào năm 1997, và có thể có tên Trung Quốc là YJ-93 cho loại tên lửa Kh-31 của Nga[7]. Năm 2005, tên gọi YJ-93 được áp dụng cho loại tên lửa được chế tạo tại Trung Quốc,[9] nhưng những báo cáo của Phương Tây thường không phân biệt giữa YJ-91 và YJ-93.

Phiên bản không đối không chủ động/bị động nhằm tiêu diệt các máy bay AWACS bay chậm được gọi là "kẻ tiêu diệt AWACS", được công bố tại triển lãm hàng không Moscow với tầm bay 200 km (110 hải lý; 120 dặm). Tầm bay này ít hơn so với 300–400 km (160-220 nmi; 190-250 dặm) của Vympel R-37 (AA-13 'Arrow') và Novator KS-172, nhưng phiên bản của Kh-31 có thể trang bị đại trà cho nhiều loại máy bay. Tuy nhiên điều này có thể chỉ là hình thức tuyên truyền; năm 2004 Tập đoàn Tên lửa Chiến thuật của Nga "phủ nhận dứt khoát" việc họ đang phát triển phiên bản không đối không của Kh-31. Năm 2005 những tin đồn về việc phát triển "kẻ tiêu diệt AWACS" dựa trên mẫu chống hạm vẫn xuất hiện, và Trung Quốc đã sửa lại YJ-91, bắt nguồn từ Kh-31P nhằm sử dụng cho mục đích tương tự.

## Quốc gia sử dụng

### Hiện nay
Nga
 Trung Quốc
 Ấn Độ
 Venezuela
 Việt Nam
 Indonesia
 Perú
 Malaysia

### Trước kia
Liên Xô